# Laling
Laling  (marathi लळिंग किल्ला) és un fort en ruïnes al districte de Dhule a Maharashtra, Índia, al turó de Laling a menys de 10 km de Dhule. El poble de Laling té uns dos mil habitants (1.594 el 1961).
Fou construït suposadament pel primer dels reis farúquides de Khandesh. Aquest fot (i no Thalner) fou concedit per Malik Raja (1370-1399) al seu fill gran el que demostrava que era el seu fort principal. Nasir Khan i el seu fill Miran Adil Khan hi foren assetjats el 1437 per un general bahmànida però va rebre ajut des del sultanat de Gujarat. Després va entrar en la foscor, però torna a ser esmentat en les campanyes dels mogols al Dècan del 1629 al 1631.
El fort està en un estat de ruïna, encara en peu; els temples de l'interior (hemandpanthi) estan molt deteriorats. Des del fort es gaudeix d'una bona panoràmica.